# Дёрьес, Йюрген
Йюрген Дёрьес (1936—1991) — немецкий морской биолог. Описал множество таксонов, в том числе, относящихся к бескишечным турбелляриям.

## Биография
Родился в Бремене. Он посещал школу, находившуюся в деревне около Дрездена, а после окончания Второй мировой войны — школу в родном городе. Изучал биологию в Гёттингенском университете. Исследуя представителей Acoela, сам собирал образцы. Считался одним из крупнейших специалистов по бескишечным турбелляриям. Скончался в Йевере во Фрисландии (Германия).

## Избранные труды
Всего Йюрген Дёрьес оставил после себя 101 публикацию. Вот некоторые из них:
- Die Acoela (Turbellaria) der Deutschen Nordseeküste (1968)
- Zur Ablagerung und Auswirkung lebensfeindlicher Abfallstoffe im Wattenmeer (1973)
- A Bibliography of the Acoela (Turbellaria) (1973)